# Kauza Ředitelství silnic a dálnic ČR (2023)
Kauza Ředitelství silnic a dálnic vypukla zásahem detektivů z Národní centrály proti organizovanému zločinu (NCOZ) v budovách Ředitelství silnic a dálnic ČR (ŘSD ČR) dne 16. května 2023. Důvodem zásahu bylo větší množství podezřelých zakázek z let 2018 až 2020. V případu bylo obviněno 21 lidí a 11 firem.

## Průběh
Dne 16. května 2023 zasahovaly detektivové z Národní centrály proti organizovanému zločinu (NCOZ) v několika budovách Ředitelství silnic a dálnic ČR (ŘSD ČR) po celé České republice. Generální ředitel organizace Radek Mátl médiím zásah potvrdil a uvedl, že předmětem zájmu NCOZ byly „historické zakázky“, předcházející jeho přijetí do funkce.
Důvodem zásahu bylo větší množství zakázek z let 2018 až 2020. Bývalý ministr dopravy Karel Havlíček (ANO) k zásahu NCOZ uvedl, že šlo o záležitost, „která se táhla asi 15 let“. Problémy byly, podle něj, v podlimitních zakázkách v hodnotě kolem tří miliard korun. Špatnou praxi popsal následovně: „Velká část zakázek se dávala z ruky, což pro mě bylo naprosto nepřijatelné. ŘSD oslovilo tři firmy, mezi které se zakázky rozdělovaly. Zejména v krajích to takto fungovalo velice často. Firmy se v mnoha případech vzájemně kryly, stály za nimi stejní vlastníci.“ Dle svých slov po zjištění problémů nechal na ŘSD ČR provést interní audit, snížil hodnotu podlimitních zakázek, zavedl povinné elektronické zadávání a propustil podezřelé osoby prostřednictvím reorganizace ŘSD ČR.
V případu bylo obviněno 21 lidí a 11 firem, sedm lidí police během zásahu zadržela. Organizovaná skupina sestávala v době provedení zásahu už z bývalých zaměstnanců ŘSD ČR a skupiny dodavatelů. Podle prvních zpráv šlo v případu o zakázky na údržbu silnic za 300 milionů korun. Mezi hlavními podezřelými byl bývalý ředitel provozního úseku ŘSD ČR František Sedláček. Ten byl podezřelý, že dohazoval spřízněným firmám zakázky na údržby a opravy komunikací. Dvě z těchto společností (Ordalium a Poison Pen Projects), jež získaly kontrakty za 132 milionů korun, měly podle zjištění Seznam Zpráv vazbu na jeho partnerku. „Sedláčkovy“ firmy Ordalium a Poison Pen Projects dokázaly ŘSD vyfakturovat práce za stovky tisíc. Ve skutečnosti si ale na tyhle činnosti najaly jiné, mnohem levnější subdodavatele. Jimž zaplatily třeba jen desítky tisíc.
Hlavní podezřelý, František Sedláček, nastoupil do ŘSD ČR v době, kdy tuto příspěvkovou organizaci v resortu dopravy vedl v letech 2014 až 2019 Jan Kroupa. Toho jmenoval ministr dopravy Dan Ťok (za ANO). Ze zveřejněných informací policie vyplynulo, že Sedláček spolu se svým komplicem Františkem Lágnerem založili a budovali organizovanou skupinu s úmyslem manipulovat veřejné zakázky nejméně od října 2017. Policie navíc zjistila, že trestná činnost této skupiny pokračovala nějakou dobu i po Sedláčkově odvolání přes „různé prostředníky“, tj. i za ministrů Vladimíra Kremlíka a Karla Havlíčka.